# Elektroda pierwszego rodzaju
Elektroda pierwszego rodzaju – elektroda odwracalna (równowagowa) z jedną granicą faz, na której zachodzi szybka, odwracalna reakcja potencjałotwórcza – reakcja utleniania lub redukcji. Potencjał powstaje na granicy między metalem i elektrolitem, przy czym metal jest jednym z reagentów lub pełni tylko funkcję przenośnika elektronów między reagentami znajdującymi się w otoczeniu.

## Przykłady elektrod I rodzaju

Schemat elektrody miedzianej Cu/Cu^{2+}

Elektroda wodorowa: 1 – blaszka Pt pokryta czernią platynową, 2 – pęcherzyki H_{2}, 3 – elektrolit, 4 – zamknięcie hydrauliczne, 5 – zbiornik elektrolitu

Elektrodami pierwszego rodzaju (I rodzaju) są najczęściej metale (np. drut, blaszka) zanurzone w roztworach, które zawierają ich jony, np.:
- elektroda miedziana: Cu|Cu2+,
- elektroda cynkowa: Zn|Zn2+,
- elektroda srebrowa: Ag|Ag+,
- elektrody amalgamatowe, np. kadmowa: Cd(Hg)|Cd2+.

Do tej grupy zalicza się również elektrody gazowe, np.:
- elektroda wodorowa: Pt|H2, H+,
- elektroda chlorowa: Pt|Cl2, Cl−

lub elektrody redoks (metal szlachetny znajduje się w roztworze, w którym zachodzi reakcja redoks), np.:
- elektroda chinhydronowa,
- elektroda Pt|Mn2+, MnO4−,
- elektroda Pt|Fe2+, Fe3+.

## Stan równowagi
W stanie równowagi reakcje utleniania metalu, prowadzące do tworzenia kationów, i reakcje redukcji kationów do atomów metalu zachodzą z jednakową szybkością. W tym stanie jednakowe są sumy potencjałów elektrochemicznych i chemicznych substratów i produktów reakcji elektrodowej. W ogólnym przypadku anodowego utleniania metalu (M) otrzymuje się wówczas równanie Nernsta w postaci:
{\displaystyle M\rightleftharpoons M^{z+}+z\ e^{-},}
{\displaystyle E=E^{0}+{\frac {RT}{zF}}\ln {\frac {a_{\mathrm {M} ^{z+}}}{a_{M}}},}
{\displaystyle E=E^{0}+{\frac {RT}{zF}}\ln a_{\mathrm {M} ^{z+}},}
gdzie:
{\displaystyle E^{0}} – potencjał normalny elektrody,
{\displaystyle R} – stała gazowa,
{\displaystyle T} – temperatura,
{\displaystyle z} – liczba elektronów wymienianych w reakcji połówkowej,
{\displaystyle F} – stała Faradaya,
{\displaystyle a} – aktywności metalu i jego jonów w stanie równowagi.
W analogicznym przypadku elektrody wodorowej otrzymuje się zależność potencjału elektrody od pH:
{\displaystyle E=E^{0}+{\frac {RT}{zF}}\ln {\frac {a_{\mathrm {H} ^{+}}}{(p_{\mathrm {H} 2})^{1/2}}},}
{\displaystyle E=E^{0}-{\frac {RT}{zF}}pH.}
Równania Nernsta są podstawą potencjometrycznych oznaczeń stężenia (np. pH-metria). Dokładność oznaczeń potencjometrycznych zależy od stałości i odtwarzalności potencjału stosowanych elektrod. W przypadku elektrod pierwszego rodzaju występują zmiany potencjału, spowodowane np. zmianami stanu powierzchni metalu w czasie procesów elektrochemicznych, pod wpływem czynników mechanicznych, adsorpcji gazów, powstawania warstewek tlenkowych. Najbardziej odtwarzalne potencjały mają elektrody monokrystaliczne, kontaktujące się z roztworem jedną płaszczyzną sieci krystalicznej. Skuteczną metodą zwiększania odtwarzalności bywa też działanie przeciwne – znaczne zwiększanie stopnia rozwinięcia powierzchni (stosowanie bardzo drobnych proszków metalicznych). Niepowtarzalność potencjału, związaną z orientacją sieci krystalicznej metalu względem powierzchni elektrody, bywa eliminowana również przez stosowanie amalgamatów.

## Zamknięte obwody elektryczne

Schemat ogniwa Daniella z dwoma elektrodami I rodzaju:
anodowe utlenianie cynku i katodowa redukcja miedzi

Przytoczone równania dotyczą wyłącznie stanu równowagi termodynamicznej, a więc sytuacji, gdy obwód elektryczny jest otwarty lub jest zamknięty z użyciem opornika o nieskończenie dużej rezystancji (natężenie prądu elektrycznego jest nieskończenie małe). W sytuacjach rzeczywistych (pracujące ogniwa galwaniczne lub elektrolizery) do stanu równowagi nie dochodzi. Potencjały są elektrod różnią się od wartości równowagowych o wartość nadnapięcia. Pomiary wartości nadnapięcia stężeniowego na kroplowej elektrodzie rtęciowej są podstawą polarografii.